# The Rolling Stones Olé, Olé, Olé!: A Trip Across Latin America
Olé Olé Olé!: A Trip Across Latin America è un documentario del gruppo rock britannico The Rolling Stones relativo al tour in America Latina del 2016 e fu diretto da Paul Dugdale.

## Produzione, Trama e Distribuzione
Il film segue il gruppo nel loro tour del 2016 ed intramezza filmati di concerti e filmati di backstage tra cui: le difficoltà di organizzazione dovuto alla visita diplomatica di Barack Obama che ha fatto slittare il concerto a Cuba e gli ammonimenti del papa, in più, ci sono anche riprese dei fans, come i fans Argentini detti "Rolingas", appartenenti a una sottocultura nata dal divieto della dittatura civile-militare Argentina riguardante la musica inglese.
Il film è stato proiettato in anteprima al Toronto International Film Festival il 16 settembre 2016, mentre, in Canada, il film è distribuito dal 14 ottobre 2016 dal servizio streaming CraveTV.
Il lungometraggio è stato trasmesso negli Stati uniti da Starz il 25 gennaio 2017. Il DVD e il Blu-Ray sono usciti il 26 maggio 2017.

## Critica
L'opera ha ricevuto recensioni positive. Sul sito di aggregazione di recensioni Metacritic il lungometraggio ha raggiunto un voto medio di 72 su 100 che indica un grado di gradimento favorevole.

## Formazione
The Rolling Stones
- Mick Jagger – voce solista, chitarra
- Keith Richards – chitarra, voce
- Ronnie Wood – chitarra
- Charlie Watts – batteria